# Березина (десна притока Дњепра)
Березина (рус. Березина) река је у Витепској области Белорусије и Смоленској области Русије.
Извире недалеко од засеока Маљково у Љозненском рејону Витепске области, тече ка југоистоку и након 6 km тока кроз Белорусију прелази на територију Рудњанског рејона Смоленске области где прима своју највећу притоку Малу Березину. Након укупно 63 km тока улива се у реку Дњепар као његова десна притока западно од села Гусино на територији Красњенског рејона.